# قشقه‌دریا
قشقه‌دریا (به ازبکی: Kashkadarya) یک منطقهٔ مسکونی در ازبکستان است که در ولایت کشک‌دریا واقع شده‌است. قشقه‌دریا ۴٬۶۴۷ نفر جمعیت دارد.